# Кунтер, Петер
Пе́тер Ку́нтер (нем. Peter Kunter; 28 апреля 1941, Берлин — 18 марта 2024) — западногерманский футболист, играл на позиции вратаря.

## Биография

### Игровая карьера
Кунтер начинал карьеру в вецларском «Айнтрахте» на позиции центрального нападающего, но затем стал вратарём.
В 1961 году он перешёл во «Фрайбург», где отыграл четыре сезона. В 1965 году перешёл во франкфуртский «Айнтрахт». В составе «орлов» он отыграл 12 сезонов, став основным вратарём этого клуба, а также выиграл  Кубок Германии в 1974 и 1975 годах. Кунтер сыграл 234 матча в Бундеслиге за эту команду и был рекордсменом клуба по количеству матчей до мая 2023 года, когда его обошёл Кевин Трапп.

### Деятельность после футбола
С 1977 по 1979 год работал вице-президентом «Айнтрахта».
Имел диплом дантиста, получил образование в университете имени Гёте.

### Смерть
Скончался 18 марта 2024 года после тяжёлой болезни в возрасте 82 лет.

## Достижения
«Айнтрахт» (Франкфурт-на-Майне)
- Обладатель Кубка Германии (2): 1973/1974, 1974/1975